# Erupción del Tambora de 1815
La erupción del volcán Tambora de 1815, fue una gran erupción de tipo Ultra Pliniana que alcanzó la magnitud 7 del índice de explosividad volcánica (VEI) generada el 10 de abril de 1815, matando a 60.000 personas y generando efectos devastadores en el clima para Europa.

## Hambruna y enfermedades tras la explosión
La lluvia de cenizas en Sumbawa destruyó todos los cultivos, lo que provocó una hambruna inmediatamente después de la erupción. Estos efectos no se limitaron a Sumbawa ya que la hambruna y las enfermedades causadas por la erupción también fueron graves en islas distantes. En Lombok, las estimaciones del número de muertos oscilaron entre 44.000 y 100.000 y en Bali al menos 25.000. Un número conservador de muertes por la erupción y la posterior hambruna y enfermedad es de aproximadamente 117.080 muertos.

## Efecto climático
Las erupciones volcánicas explosivas del tamaño de Tambora (unos 100 km³ de magma) emiten grandes cantidades de dióxido de azufre en la estratosfera, donde se convierte en un velo de polvo de ácido sulfúrico en aerosol que rodea la Tierra. El aerosol tiene el efecto de reducir el calor solar que llega a la superficie del planeta, lo que lleva al enfriamiento global. Se habían observado fenómenos atmosféricos extraños en Europa antes del verano de 1816. En mayo de 1815, las puestas de sol en Inglaterra eran excepcionalmente coloridas, y en septiembre el cielo parecía arder todas las noches. Pero los cielos espectaculares trajeron mal tiempo al año siguiente, y el año 1816 es el peor registrado en Europa, con una temperatura media de aproximadamente tres grados Celsius por debajo del promedio en todo el continente, desde Gran Bretaña en el norte hasta Túnez en el sur.
La erupción lanzó a la atmósfera grandes cantidades de dióxido de azufre, lo que provocó que el año 1816 fuese conocido como "el año sin verano" pues las temperaturas promedio cayeron de 1 a 2,5 grados Celsius por debajo de lo normal en toda Nueva Inglaterra y Europa Occidental.
En Inglaterra, el verano fue miserable, con la temperatura media de junio más baja registrada de 12,9 grados Celsius. En Francia hacía tanto frío que la cosecha de vino fue más tardía que en cualquier otro momento. En Alemania, las cosechas fracasaron, una situación exacerbada por la guerra con Napoleón, y la hambruna y la inflación de precios se generalizaron. Las condiciones en Alemania se volvieron tan intolerables que las personas en muchos distritos se amotinaron y partieron en busca de mejores condiciones de vida, comenzando la gran migración desde el norte de Europa hacia el este hasta Rusia y hacia el oeste hacia América.